# 旧奇格拉农村居民点
旧奇格拉农村居民点（俄语：Старочигольское сельское поселение）是俄罗斯联邦沃罗涅日州安纳区所属的一个农村居民点。其下辖有2个居民点，行政中心为旧奇格拉。据2016年统计，该农村居民点的人口为734人。